# Guettarda sciaphila
Guettarda sciaphila är en måreväxtart som beskrevs av Ignatz Urban. Guettarda sciaphila ingår i släktet Guettarda och familjen måreväxter. Inga underarter finns listade i Catalogue of Life.